# Thore "Tex" Erixzon
Thore "Tex" Erixzon, folkbokförd Bror Erik Tore Eriksson, född 5 oktober 1922 i Norra Sandsjö församling i Jönköpings län, död 18 april 2005 i Nässjö församling i Jönköpings län, var en svensk målare.
Erixzon föddes och växte upp i Grimstorp i Småland. Hans föräldrar var Erik Karlsson och Ester, ogift Johannesson. Han var dekoratör vid Nylins herrekipering från 1945 och kom till Smålands Dagblad i Nässjö 1958, där han först var annonskonsulent och senare annonschef fram till pensioneringen 1986.
Thore "Tex" Erixzon var också konstnär och var med och bildade konstnärsgruppen "Blå tuben" i Nässjö på 1940-talet. Efter självstudier och inspirerad av bland annat den gotländska naturen utförde han landskapsmålningar i olja. Han deltog i ett flertal samlingsutställningar och tog hem första pris i KFUM:s vårsalong vid två tillfällen. Ett annat favoritmotiv för Erixzon var blomsterarrangemang och på senare år hämtade han även inspiration från Medelhavsområdet i sitt måleri. Sina verk signerade han Tex.
Han gifte sig 1947 med Gun-Britt Edberg (född 1926) och fick barnen Bodil (1947–2002), Thomas (född 1951) och Björn (född 1957).